# Aniszi Kálmán
Aniszi Kálmán (Nagykakucs, 1939. október 14. –) József Attila díjas író, esszéíró és ny. egyetemi oktató. (Írói álneve: Kakucsi László).

## Életútja
1939. október 14-én született a Bihar megyei Magyarkakucson (Románia). Nagyváradon érettségizett, esti tagozaton. Kolozsváron 1962–1964 között a Tanárképző Főiskola Zenepedagógiai fakultásának hallgatója volt. A Babes-Bolyai Tudományegyetem történelem-filozófia karán (filozófia szakán) szerzett tanári oklevelet (1969-ben).
1970–1972 között újságíró a kolozsvári Igazság című napilapnál. Írásait a Művelődés, A Hét, az Utunk, a Korunk, a Magyar Nemzet, az Új Magyarország, a Nyelvünk és Kultúránk, a Vas Népe, Valóság, a Magyar Napló, a Hitel, a Confessio, a Reformátusok Lapja, a Kritika, a Nyugati Magyarság, a Holnap, az Új Látóhatár, az Élet és Tudomány, a Várad, a Kapu, Magyar Múzsa, Somogy, Agria, Kortárs… közölte.
1971-től 1985-ig egyetemi oktató a kolozsvári Ion Andreescu Képzőművészeti Egyetemen, ahol filozófiát, filozófiatörténetet, esztétikát és etikát tanít. Oktatói tevékenységével párhuzamosan 1972–1977 között művelődési és művészeti szakirányító. 1975-ben Kolozsváron megkapta a Kulturális Érdemrend II. fokozata kitüntetést. 1985–1990 között a Korunk folyóirat filozófia és társadalomtudományok rovatának felelős szerkesztője. Több mint húsz évig a Kolozsvári Rádió Magyar Szerkesztőségének állandó külső munkatársa, saját rovatokkal. 1982-ben egyetemi doktori címet szerzett filozófiából (A felvilágosodás kori erdélyi magyar értelmiség ethosza), Gáll Ernő akadémikus irányításával.
Ezerkilencszázkilencvenben visszahonosodott Magyarországra. Rövid ideig a szombathelyi Vas Népénél újságíró, majd a budapesti Magyar Honvéd című hetilap szerkesztője. 1991–1994 között a fővárosi Zrínyi Kiadó felelős szerkesztője, ahol számos szépirodalmi és társadalomtudományi művet gondozott. Egyidejűleg a Miskolci Bölcsész Egyesületnél filozófiatörténetet tanított. 2000-2010 között a Kapu című folyóirat könyvszerkesztője, főmunkatársa. Az Országos Mécs László Irodalmi Társaság 2016-os Novellapályázatán I. helyezést ért el (Kakucsi László álnéven).
A Magyar Írószövetség tagja. Az 1990-ben újraalakult Erdélyi Szépmíves Céh egyik alapító tagja. Az Erdélyi Múzeum-Egyesület pártoló tagja. Több évig az Erdélyi Szövetség vezetőségi tagja. A Magyar Művészeti Akadémia Művészetelméleti tagozatának nem akadémikus társult tagja. Az Ághegy című skandináviai magyar irodalmi és művészeti lapfolyam magyarországi megbízottja, a Magyar Liget dél-svédországi magyar családi lap munkatársa. Több évig a skandináviai Ághegy-Liget Baráti Társaság megbízott magyarországi elnöke. Közszolgálatban jeleskedő, tevékeny ember.
Huszonhat önálló kötete mellett számos tanulmánykötet társszerzője. Írásaiban főleg etikai, esztétikai, eszmetörténeti és kisebbségi kérdésekkel foglalkozik.
Irodalmi munkásságáért 2008-ban a Magyar Kultúra Lovagja lett. 
2020. március 15-én a Magyar Érdemrend lovagkeresztje állami kitüntetésben részesült. 
A Magyar Művészeti Akadémia Művészetelméleti Tagozatának tagja. 
A Magyar Művészeti Akadémia köztestületi tagja.
A Magyar Művészeti Akadémia 2022 júniusában Életút- díjjal tüntette ki.
2025. Március 15. -én megkapta a József Attila-díj állami kitüntetést. 

## Önálló kötetei
- A filozófia műhelyében. Interjúk; Kriterion, Bukarest, 1978
- Forgószélben. Esszék, jegyzetek, interjúk; Intermix, Ungvár–Bp., 1994
- Tanúságtevők. Aniszi Kálmán kérdéseire válaszol Fábián Ernő; Nis, Kolozsvár, 1995 (Erdélyi kiskönyvtár)
- Mintha már virradna. Feljegyzések nehéz időkről; Közdok Kiadó, Bp., 2000
- Magyar sorskérdések Erdélyben, Kairosz Kiadó, Budapest, 2000
- Maradj önmagad, Közdok Kiadó, Budapest, 2001(Maradj önmagad)
- Gyertyagyújtók. A felvilágosodás kori erdélyi magyar értelmiség ethosza; Közdok, Bp., 2001
- Oldott kéve, Közdok Kiadó, Budapest, 2003 (Oldott kéve)
- Mélységiszony. Esszék, beszélgetések; Közdok, Bp., 2006 (Mélységiszony)
- Zimankó (elbeszélések), Közdok Kiadó, 2008 (Zimankó)
- A visszatérő Nyirő. Irodalom és élet. Esszék, beszélgetések; Közdok, Bp., 2009 (A visszatérő Nyirő)
- Látvány és ihlet (esszék, interjúk), Közdok Kiadó, 2010 (Látvány és ihlet)
- Légszomj (elbeszélések), Székely Ház, 2012
- Varga Vilmos: Magyar színész vagyok Erdélyben (Nagyvárad, 2014)
- Színe és visszája. Kisesszék – könyvek bűvkörében; Székely Ház Alapítvány, Bp., 2014 (Színe és visszája)
- Csillagösvényeken. Életutak a változó időben; Székely Ház Alapítvány, Bp., 2015
- Kényszerű társbérlet. Politikum és etikum. Kisesszék, esszénovellák; Székely Ház Alapítvány, Bp., 2017 (Kényszerű társbérlet)
- Felemás idill (elbeszélések, esszénovellák) Magyar Napló Kiadó, Bp., 2018
- A kis buta. Válogatott elbeszélések, esszénovellák; Kapu, Bp., 2019
- Rólunk, értünk. A mulandó is a mienk. Esszék, kritikák, interjúk; Felsőmagyarország, Miskolc, 2020
- Árral szemben (A felvilágosodás kori erdélyi magyar értelmiség ethosza), Séd nyomda, Szekszárd, 2020
- A művészet világa – a lélek oázisa, Napkút Kiadó, Budapest, 2022
- Vigyázva az ingoványon (válogatott novellák, elbeszélések, esszék, mélyinterjúk), Szekszárd, Séd nyomda, 2023.
- Aniszi Kálmán: Az igazságkereső, Napkút Kiadó, Budapest, 2024.
- Az út bennünk van (Válogatott novellák, elbeszélések.) Séd nyomda, Szekszárd, Budapest, 2024. Szerzői kiadás.

## Tanulmánykötetek

### Társszerzőként
- Katonaetika, Zrínyi Kiadó, Budapest, 1993 (tanulmány, szerkesztés)
- Cs. Gyímesi Éva: Honvágy a hazában, Pesti Szalon Könyvkiadó, Budapest, 1993
- Pomogáts Béla: Erdélyi tükör, Kráter Kiadó, Budapest, 1995
- Katona Szabó István: Marosvásárhelyi krónika (előszó), Magyar Nemzeti Tájékoztatási Alapítvány, Budapest, 1996
- Erőss Attila: Legyen meg a te akaratod (utószó), Közdok Kiadó, Budapest, 2000
- Hegedűs Loránt (ref. püspök, lelkészi elnök): Mai sorskérdéseink és igei válaszaink (interjú), Ráday Nyomda, Budapest, 2001
- Benkő Samu (akadémikus): Alkalmak és szavak (interjú), Polis Könyvkiadó, Kolozsvár, 2002
- Egyed Ákos (akadémikus): Erdély metamorfózisa a hosszú 19. században I-II. (interjú), Pallas Akadémia Könyvkiadó, Csíkszereda, 2004
- Üzenet Erdélyből, Album Novák József képzőművészről (értékelő dolgozat), Közdok Kiadó, Budapest, 2006
- A szépség a szellem rangja (Album Miklóssy Gábor festőművészről (értékelő dolgozat), sorozatszerkesztő Kántor Lajos, szerkesztette: Kerekes György, Komp-Press Kiadó, Kolozsvár, 2004
- Korunk Évkönyv 1988 (előszó és szerkesztés: Aniszi Kálmán)
- Korunk Évkönyv 1989 (szerkesztők: Szilágyi Júlia, Aniszi Kálmán, Kiss János); (Visszahonosodása miatt a szekuritate az utolsó pillanatban töröltette a nevét)
- Örök szolgálatban, Ághegy IV. kötet. (Skandináviai Magyar Irodalmi és Művészeti Lapfolyam), Közdok Kiadó, 2007
- Beke György emlékezete, Közdok, Bp., 2008
- Zas Lóránt: Összesítés, Kapu Kiadó, Bp., 2008
- Szolgálatban (20 éves a Kapu folyóirat, Emlékkönyv (tanulmány és szerkesztés), Kapu Kiadó, Bp., 2008
- Für Lajos: Kárpát-medencei létünk a tét, Kairosz Kiadó, Budapest, 2010
- Gáll Ernő: Levelek 1949 – 2000, Napvilág Kiadó, Budapest, 2009
- Kovács Veronika: Nagykakucs monográfiája (előszó), Nagyvárad, Europrint, 2011
- Brády Zoltán: Olyan flashom volt… (utószó, szerkesztés), Kaposvár, Korrekt Nyomda, 2011
- Negyedszázad szolgálatban, In memoriam Nyugati Magyarság…, Pannon-Kultúra, Budapest, 2012
- Hegedűs Imre János: Repkény a falon (interjú), Magyar Napló, 2016
- Kalmár Imre: Székesfehérvár Á-Z-ig (Előszó)
- Korunk évkönyv: 1988 és 1989 (szerkesztés, előszó, tanulmányok). Kolozsvár 1988, 1989
- A való világ álma (Szalai József, nagyváradi születésű, Genfben élő festőművész életútja, munkássága; szerkesztés, elbeszélés), Békéscsaba, 2018
- Novák József: Erdély kulturális öröksége (Novák József történelmi címerei, Közdok Kiadó, Budapest, 2006; tanulmány: Ezer éve egységben)
- Kapros Kósa Edit: Művészeti album, 2008 (tanulmány: Szépbe szőtt hitek)
- Szalai József: A való világ álma, művészeti album, Békéscsaba, 2018 (elbeszélés: A kitaszított; szerkesztés)
- Miklóssy Gábor: A szépség, a szellem rangja, Komp-Pressz kiadó, 2004 (interjú: Eszményem a szépség, a szellem rangja)
- Beke György emlékezete (szerkesztette: Pomogáts Béla, Közdok kiadó, 2008; visszaemlékezés: Örök szolgálatban)
- Beke Albert: Keserű igazságok, L’Harmattan, Bp., 2014; kritika: Egy szomorú könyvről
- Gáll Ernő: Levelek, 1949–2000, Kriterion Könyvkiadó, Buk
- Banner Zoltán: Szalai József, Bar Typo Studio. Békéscsaba, 2006
- A való világ álma, Szalai József művészete (életmű-album): szerkesztette, az elbeszélést és a zárszót írta Aniszi Kálmán; kiadó: Bar Typo Studio, Békéscsaba, 2018
- Nászta Katalin: Felvágott szívvel (versek), Pannon Tükör Könyvek, 2020 (előszó: Aniszi Kálmán)
- Árkossy  István: Világsíkok (életmű-album), Aniszi Kálmán: A kizökkent idő, esszé, Magyar Napló, 2020
- Árkossy István: Világsíkok (életmű-album), Magyar Napló, Budapest, 2020. (Aniszi K.: A kizökkent idő – esszé)
- Árkossy István: A lélegző vonal (művészeti írások), Magyar Napló, Budapest, 2021. (Aniszi Kálmán: Erdély szellemi sugárútján, interjú)
- Szőcs Zoltán emlékére: Fényűzésem, Tuzsér-Szigetszentmiklós, 2021., (Aniszi K.: Uram, ki vagyok én, és mennyit ér az életem?, novella)
- Czirjék Lajos: 6van, Stúdium Kiadó, Marosvásárhely, 2019
- Árkossy István: A lélegző vonal (művészeti írások, interjú) Magyar Napló Kiadó, Bp. 2021
- Szőcs Zoltán emlékére: Fényűzésem, Tuzsér-Szigetszentmiklós, 2021., (Aniszi K.: Uram, ki vagyok én, és mennyit ér az életem?, novella
- Árkossy István: Világsíkok (életmű-album), Magyar Napló Kiadó, Budapest, 2020. (Aniszi K.: A kizökkent idő, esszé)
- Albert Júlia: Csép Sándor emlékezete - Sorskérdéseink hordozója. Kriterion Könyvkiadó, Kolozsvár, 2023. (Hívó hangok: két interjú Cs. S-ral).

### Szerkesztőként
- Domonkos László: Magyarok a Délvidéken, Zrínyi Kiadó, Budapest, 1992
- Horváth István: Bűnhődés Bűntelenül, Zrínyi Kiadó, Budapest, 1992
- Jávor Ottó: A kiszolgáltatott, Zrínyi Kiadó, Budapest, 1992
- Bartis Ferenc: Kitalálós kérdések, Zrínyi Kiadó, Budapest, 1993
- Értavy Baráth Katalin: A háromfejű sárkány, Zrínyi kiadó, Bp., 1993
- Csonkaréti Károly: Szigorúan titkos dandár, Zrínyi Kiadó, Budapest, 1994
- Domonkos László: Titkos történetünk, Zrínyi Kiadó, 1994
- Káhler Frigyes: Joghalál Magyarországon, Zrínyi Könyvkiadó, Budapest, 1994
- Káli István: Századélet, Zrínyi Kiadó, Budapest, 1994
- Tóth Károly Antal: Út a magányos tüntetésig, Kapu Kiadó, Budapest, 2007
- Mészáros Mihály: Beszervezés, Kapu Kiadó, Budapest, 2008
- Szakács Sándor Ferenc: Kettéhasadt lélek, Budapest, Székely Ház Közalapítvány, 2008
- Brády Zoltán: Olyan flashem volt, Kapu Kiadó, Budapest, 2011
- Banner Zoltán: Szalai József (életmű-album), Békéscsaba, 2016
- A való világ álma (Szalai József művészete), Békéscsaba, 2018